# Ksenija Afanasieva
Ksenia Afanasjeva (ryska: Ксения Дмитриевна Афанасьева), född den 13 september 1991 i Tula, Ryssland, är en rysk gymnast.
Hon tog OS-silver i damernas lagmångkamp i samband med de olympiska gymnastiktävlingarna 2012 i London.